# Eigenwaardevergelijking
Een eigenwaardevergelijking is een vergelijking het verband beschrijft tussen een operator, een eigenvector en een eigenwaarde. De eigenwaardevergelijking laat zien dat een eigenvector door de operator op een veelvoud van zichzelf wordt afgebeeld. Een operator is een wiskundige bewerking die een bepaald soort object, bijvoorbeeld een functie of een vector, afbeeldt op een object van dezelfde soort. Indien het resulterend object een veelvoud is van het gebruikte object noemt dit object een eigenvector van die operator. Afhankelijk van het soort object wordt de benaming eigenvector vervangen door een meer specifieke benaming, bijvoorbeeld eigenfunctie. Naast hun specifieke betekenis in het kader van de lineaire algebra komen eigenwaardevergelijkingen veelvuldig voor in vrijwel alle deelgebieden van de toegepaste wiskunde en de wiskundige natuurkunde.

## Algemene vorm
Stel dat {\displaystyle O} een operator is die werkt op een object en waarvan het resultaat opnieuw een object van dezelfde soort is. De eigenwaardevergelijking in deze meest algemene vorm is dan:
{\displaystyle O:X=\lambda \,X},
waarin de eigenvector {\displaystyle X} door de operator {\displaystyle O} wordt afgebeeld op een veelvoud van zichzelf. De factor {\displaystyle \lambda } is de eigenwaarde, een getal dat reëel of complex is naargelang de toepassing. Naargelang de concrete toepassing wordt een aangepaste notatie gebruikt. De notatie :tussen de operator {\displaystyle O} en de operandus {\displaystyle X} wijst op het feit dat {\displaystyle O} geen wiskundige functie van {\displaystyle X} is, maar een bewerking, een operatie, die wordt uitgevoerd op {\displaystyle X}. Het linkerlid kan dus best worden gelezen als O werkend op X heeft als resultaat....

### Matrices
Alleen vierkante matrices, dus matrices met evenveel rijen als kolommen, hebben eigenvectoren en eigenwaarden. De eigenwaardevergelijking is in dit geval:
{\displaystyle Ax=\lambda x}
Een matrix met {\displaystyle n} rijen en {\displaystyle n} kolommen heeft {\displaystyle n} complexe eigenwaarden, zelfs indien de matrix reële componenten bevat. Een eigenwaarde kan eventueel reëel zijn.  Bij een symmetrische matrix zijn de eigenwaarden wel alle reëel. De eigenwaarden worden berekend door de karakteristieke vergelijking van de matrix op te lossen. Deze is:
{\displaystyle \mathrm {det} (A-\lambda \,I_{n})=0}
waarin {\displaystyle \mathrm {det} } staat voor determinant en {\displaystyle I_{n}} de eenheidsmatrix is. Deze vergelijking wordt soms verkeerdelijk eigenwaardevergelijking genoemd. Het linkerlid van de vergelijking is een veelterm van graad {\displaystyle n} in de onbekende {\displaystyle \lambda } en heeft dus steeds exact {\displaystyle n} oplossingen.
Een belangrijke eigenschap is dat elke lineaire combinatie van eigenvectoren met gelijke eigenwaarde, ook een eigenvector bij dezelfde eigenwaarde is. Deze eigenschap leidt tot het begrip eigenruimte.

### Operatoren werkend op functies
De meest voorkomende operatoren bevatten de bewerking differentiëren, genoteerd met een hoofdletter {\displaystyle \mathrm {D} }. 
- De eerste afgeleide als operator:

De eigenwaardevergelijking wordt dan:
{\displaystyle \mathrm {D} f=f'=\lambda \,f}
De eigenfuncties zijn:
{\displaystyle f(x)=e^{\lambda x}}
- De operator die de tweede afgeleide berekent wordt als {\displaystyle D^{2}} genoteerd.

De eigenwaardevergelijking is:
{\displaystyle \mathrm {D} ^{2}f=f''=\lambda \,f}
De eigenfuncties, met hun respectievelijke eigenwaarden, zijn:
{\displaystyle [\sin(kx);\lambda =-k^{2}];\quad [\cos(kx);\lambda =-k^{2}];\quad [e^{kx};\lambda =k^{2}]}
Ook de hyperbolische functies {\displaystyle \sinh(x)} en {\displaystyle \cosh(x)} zijn eigenfuncties, maar deze zijn reeds vervat in de hierboven vermelde exponentiële functies. In een meer algemene vorm stemt deze operator overeen met de Laplaciaan.

## Toepassingen

### De schrödingervergelijking in de kwantummechanica
De tijdsonafhankelijke niet-relativistische schrödingervergelijking voor een elektrisch geladen deeltje in een elektrostatische potentiaal {\displaystyle V} wordt geschreven als:
{\displaystyle -{\tfrac {1}{2}}\,\Delta \psi +V\psi =\mathrm {E} \psi }
Hierin is {\displaystyle \Delta } de laplace-operator, {\displaystyle \psi } de golffunctie van het deeltje en {\displaystyle \mathrm {E} } de totale energie van het deeltje.
Het linkerlid van de vergelijking wordt geschreven als
{\displaystyle \operatorname {H} \psi =-{\tfrac {1}{2}}\,\Delta \psi +V\psi }
waarin {\displaystyle \operatorname {H} } de hamilton-operator is, een lineaire transformatie.
De bovenvermelde schrödingervergelijking is dus een eigenwaardevergelijking:
{\displaystyle \operatorname {H} \psi =\mathrm {E} \psi }
De golfuncties zijn de eigenfuncties van de hamiltonoperator, en de eigenwaarden stemmen overeen met de totale energie van het deeltje.

### De eigenfuncties van de laplaciaan (angulair deel)
De laplaciaan is een operator die in bolcoördinaten op een boloppervlak met straal 1 gegeven wordt door:
{\displaystyle \Delta \,f(\varphi ,\theta )={\frac {1}{\sin \theta }}\,{\frac {\partial }{\partial \theta }}\left(\sin \theta \,{\frac {\partial f}{\partial \theta }}\right)+{\frac {1}{\sin ^{2}\theta }}\,{\frac {\partial ^{2}f}{\partial \varphi ^{2}}}}
De eigenfuncties {\displaystyle Y} van deze operator zijn de sfereische harmonischen die veel toepassingen hebben in de wiskundige natuurkunde. Het zijn dus de oplossingen van de eigenwaardevergelijking:
{\displaystyle {\frac {1}{\sin \theta }}\,{\frac {\partial }{\partial \theta }}\left(\sin \theta \,{\frac {\partial Y}{\partial \theta }}\right)+{\frac {1}{\sin ^{2}\theta }}\,{\frac {\partial ^{2}Y}{\partial \varphi ^{2}}}=\lambda \,Y}
De eigenfuncties worden gekenmerkt door twee parameters {\displaystyle m} en {\displaystyle l} en hebben de vorm:
{\displaystyle Y_{m}^{l}=N\,e^{jm\phi }\,P_{m}^{l}(\cos \theta )}
Hierin is {\displaystyle N} een normalisatieconstante en zijn de {\displaystyle P_{m}^{l}(cos\theta )} de geassocieerde legendre-polynomen. De twee parameters {\displaystyle m} en {\displaystyle l} stemmen in de praktijk fysisch overeen met de gelijknamige orbitaalkwantumgetallen van het waterstofatoom: {\displaystyle m} met het magnetisch kwantumgetal, en {\displaystyle l} met het nevenkwantumgetal of impulsmomentkwantumgetal. De mogelijke waarden van {\displaystyle l} zijn {\displaystyle 0,1,\ldots ,n-1} met {\displaystyle n} het hoofdkwantumgetal is. Voor {\displaystyle m} zijn de mogelijke waarden {\displaystyle -l,-(l-1),\ldots ,0,\ldots ,l-1,l}.
Ook het radiale gedeelte van de golffunctie voldoet aan een eigenwaardevergelijking. De eigenfuncties zijn hier de laguerre-polynomen, gekenmerkt door twee parameters die overeenstemmen met het hoofdkwantumgetal {\displaystyle n} en het nevenkwantumgetal {\displaystyle l}.